# Sebevražedné bombové útoky v Moskvě (2010)
Sebevražedné bombové útoky v Moskvě (2010) byly sebevražedné útoky spáchané dne 29. března 2010, spáchaly je dvě ženy v ranní špičce odpálením trhaviny v moskevském metru.

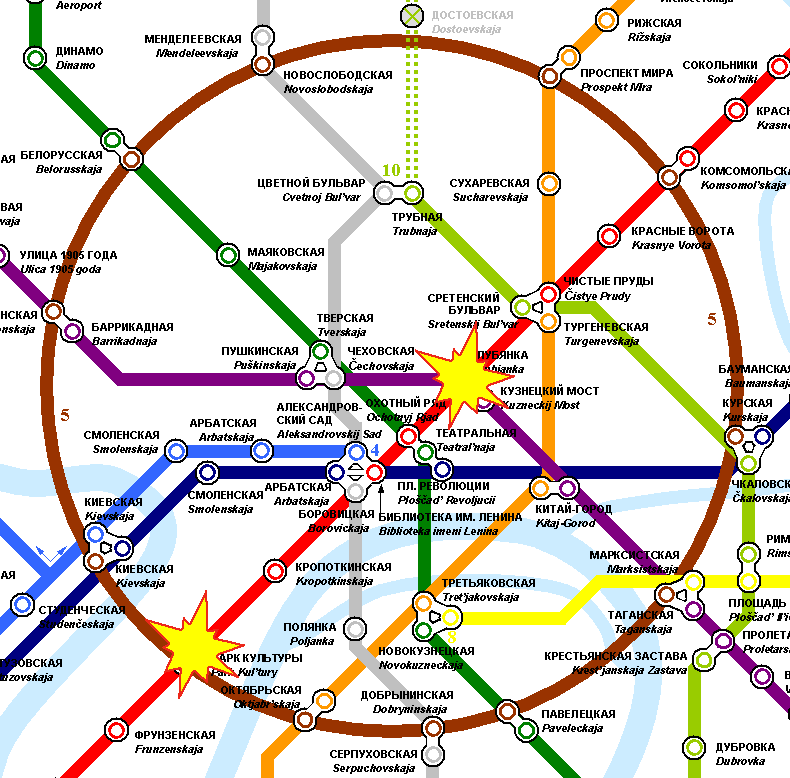
Mapka s vyznačenými místy útoků

První exploze nastala v 7:57 hodin moskevského času ve stanici Lubjanka, ve druhém vagonu vlaku metra ve směru na stanici Ulica Podbělskogo. Podle očitých svědků nebyla doprava v metru po prvním výbuchu přerušena, v reproduktorech bylo pouze hlášení o zpoždění. Druhá exploze nastala v 8:37 na stanici Park Kultury na lince Sokolničeskaja, ve třetím voze vlaku metra ve směru na stanici Jugo-Zapadnaja. Podle ruského ministerstva pro mimořádné události přišlo při útocích o život 38 lidí, 67 bylo zraněno. Mezi zraněnými byli dva studenti z Malajsie a jeden občan Filipín. Do 2. dubna 2010 se počet zabitých zvýšil na 40.
Po útocích přešly bezpečnostní složky na režim zvýšené ostrahy, byly posíleny hlídky v ulicích Moskvy a v metru, kontroly pasů, a také kontroly na letištích a na železnici. V 17:09 hodin byla stanice Lubjanka otevřena pro cestující a byl obnoven plný provoz.
Prezident Dmitrij Medveděv ve večerních hodinách položil květiny v centrální hale stanice Lubjanka a vzdal čest obětem. Premiér Vladimir Putin vydal dekret o finančním odškodnění zraněných a pozůstalých. Na 30. březen 2010 byl vyhlášen den smutku za oběti.